# 아틸라 모코스

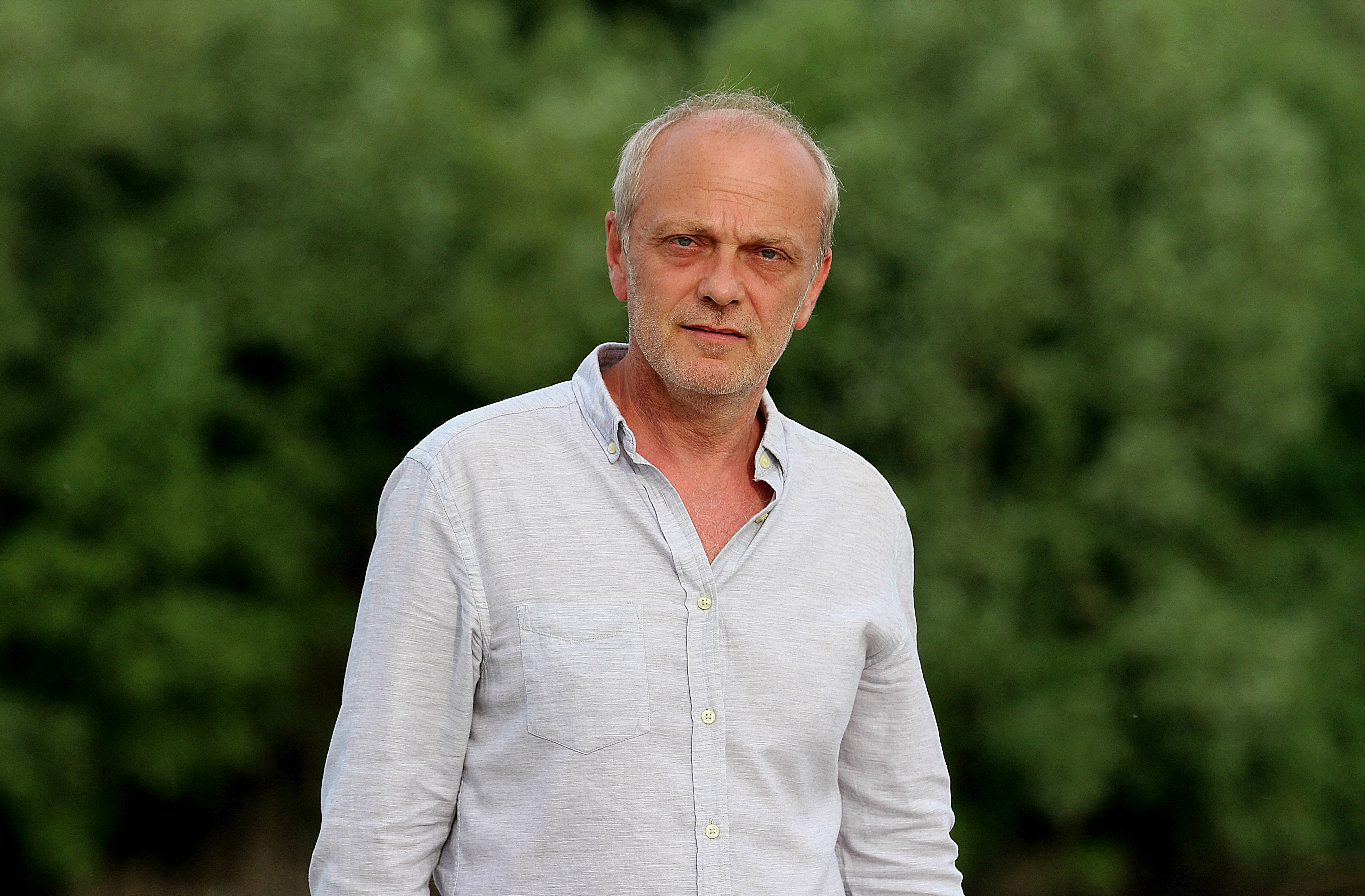

아틸라 모코스(Attila Mokos, 1964년 12월 13일 ~ )는 슬로바키아의 배우이다.
젤리에조우체에서 태어났다.

## 영화
- 아가바 (2015년)
- 땡스, 파인 (2013년)
- 애프리콧 아일랜드 (2011년)
- 땡스, 파인 (2010년)
- 소울 앳 피스 (2009년)